# Yeniyurt (Erdemli)
Yeniyurt ist ein Ort im Bezirk Erdemli der türkischen Provinz Mersin. Bis 2014 war Yeniyurt ein Dorf, seit einer Gebietsreform ist es Ortsteil des Bezirkszentrums Erdemli.
Yeniyurt liegt im Süden des Bezirks im bergigen Hinterland von Erdemli, nördlich des Flusses Limonlu Çayı, des antiken Lamos, der etwa 15 Kilometer südöstlich ins Mittelmeer mündet. Die Entfernung zur Kreisstadt beträgt etwa 15 Kilometer, zur Provinzhauptstadt Mersin 50 Kilometer. Von Erdemli führt, ebenso wie vom Küstenort Kocahasanlı, eine Straße nach Güzeloluk. Von dieser zweigt in Arslanlı eine Seitenstraße nach Westen ab, die über Hüsametli nach Yeniyurt führt.
Die Straße von Hüsametli nach Yeniyurt passiert die römische Villa von Üçayaklı, etwa 1,5 Kilometer östlich von Yeniyurt liegt die hellenistische Festungsruine Yeniyurt Kalesi.